# Eutrapela clematata
Eutrapela clematata là một loài bướm đêm trong họ Geometridae.